# Trabant-Wipeout
Pour les articles homonymes, voir Trabant.

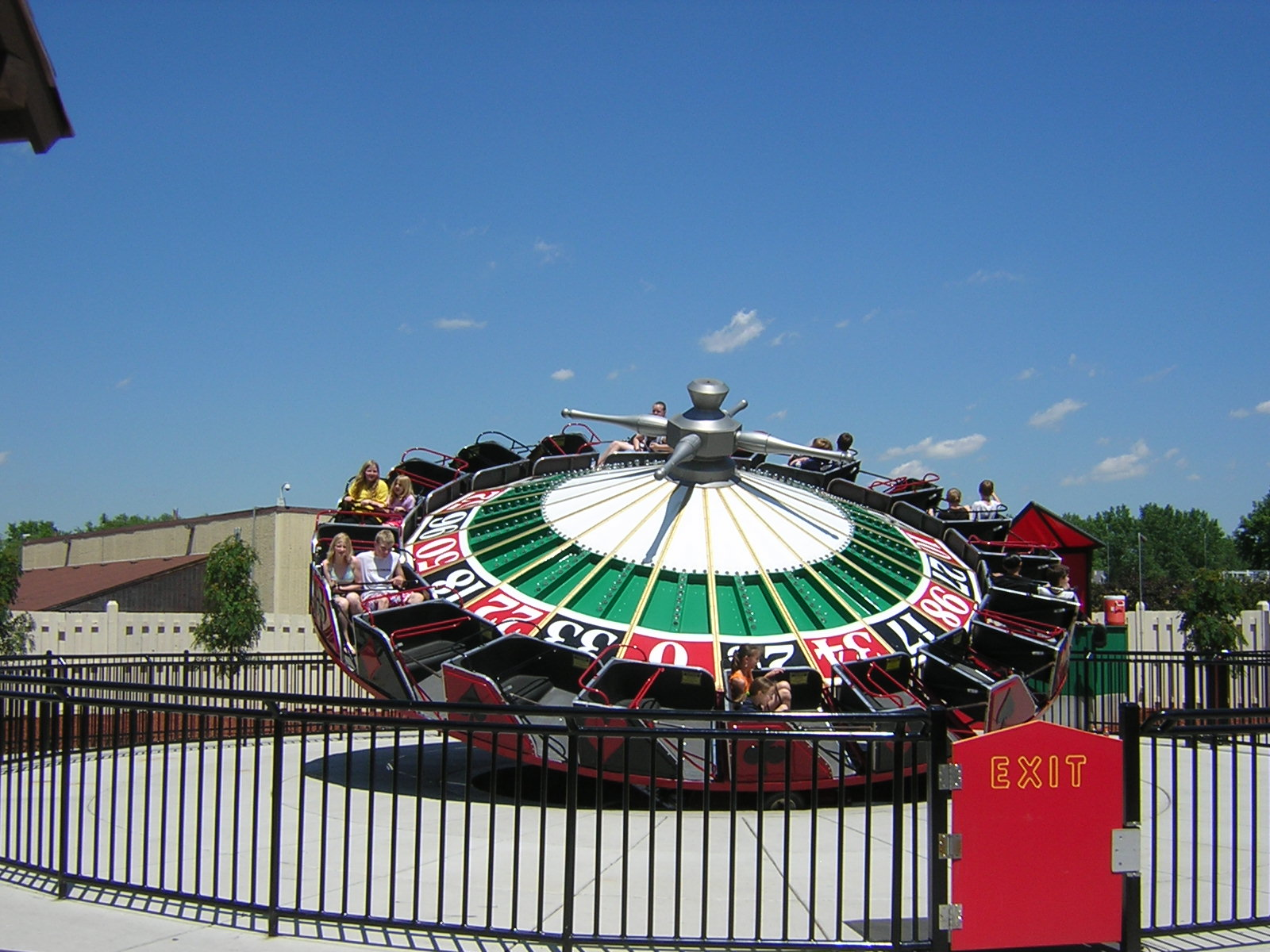
Wheel of Fortune à Valleyfair.

Le Trabant, aussi connu sous le nom Wipeout qui est une mise à jour du concept, est une attraction conçue par Chance Rides. Elle a aussi été Satellite, Mexican Hat, Razzle Dazzle et Hully Gully.

## Concept et opération
La première version, dénommée Trabant a été développée par la société américaine Chance Manufacturing Company, Inc.  en 1963. Elle est rapidement exportée en Allemagne et arrive en 1965 au Royaume-Uni.
Les deux attractions sont très similaires et tournent horizontalement avant d'osciller comme sous l'effet de vagues.
Techniquement, un moteur est situé sous l'attraction qui, en plus de tourner, fait monter et descendre l'attraction. De l'extérieur, l'attraction semble faire des bonds sur son flanc. Elle ressemble en ce moment à l'attraction Himilaya / Music Express.
Pendant la durée de l'attraction, la vitesse change et, ainsi, durant l'oscillation, le passager ne se sent pas aller vite mais ensuite, la force centrifuge le repousse sur le bord du véhicule. Les deux versions vont dans le sens avant et arrière. L'attraction se présente sous la forme d'un manège circulaire avec sur le pourtour :
- 10 ou 20 sections d'arc accueillant un banc de deux personnes pour les "trabant" toutes orientées dans le même sens.
- dix sections d'arc accueillant deux bancs pour quatre personnes disposés par paire face à face pour les "wipeout"

L'attraction peut ainsi emporter 20 ou 40 passagers. Ils sont attachés par une ceinture et peuvent se tenir à une barre métallique. Il est possible de n'avoir qu'un seul passager par banc.

## Le saviez-vous?
- L'attraction est visible dans le The Sandlot, où les protagonistes chiquent du tabac, participent à l'attraction, sont malades et vomissent.

## Constructeurs
- Chance Rides
- Bennett
- Turnagain / ARM
- Maxwell

## Attractions de ce type
- Octopus à Walibi Belgium
- Satellite à Six Flags Over Georgia
- Wheel of Fortune à Valleyfair